# 马蒂亚斯·佐默
马蒂亚斯·佐默（德語：Matthias Sommer，1991年12月3日—），德国男子雪车运动员。他曾代表德国参加2022年冬季奥林匹克运动会雪车比赛，获得男子双人铜牌和四人第四名。